# Pomścibor
Pomścibor – staropolskie imię męskie, złożone z członu Pomści- ("pomścić") i -bor ("walczyć, zmagać się"). Być może oznaczało "tego, kto mści się zbrojnie".